# Ludwigshafener Hütte
Die Ludwigshafener Hütte ist eine Schutzhütte der Sektion Ludwigshafen des Deutschen Alpenvereins. Sie liegt in der Pfalz im Pfälzerwald in Deutschland auf 273 m ü. NHN Es handelt sich um eine Selbstversorgerhütte ohne Bewirtschaftung.

## Lage
Die Hütte befindet sich im Wasgau zwischen Kleinem Eyberg und Rauhberg südlich von Dahn und nordwestlich Bruchweiler-Bärenbach. Sie liegt am Ende des Reinigtales beim Reinigshof.

## Tourenmöglichkeiten
- Kaiserslauterer Hütte der Sektion Kaiserslautern
- Rudolf-Keller-Haus der Sektion Pirmasens